# Pomacanthus zonipectus
Pomacanthus zonipectus là một loài cá biển thuộc chi Pomacanthus trong họ Cá bướm gai. Loài cá này được mô tả lần đầu tiên vào năm 1862.

## Từ nguyên
Từ định danh của loài được ghép bởi hai từ trong tiếng Latinh: zona ("đai thắt") và pectus ("ngực"), hàm ý đề cập đến các dải sọc vàng và đen bao quanh thân trước, băng xuống vây bụng của chúng.

## Phạm vi phân bố và môi trường sống
P. zonipectus được ghi nhận từ phía bắc bán đảo Baja California và vịnh California trải dài dọc theo bờ biển Đông Thái Bình Dương đến Peru. Nhiều cá thể lang thang của loài này cũng được ghi nhận tại quần đảo Galápagos (Ecuador), đảo Cocos (Costa Rica) và đảo Malpelo (Colombia), nhưng không được biết đến tại đảo Clipperton (Pháp).
P. zonipectus sống gần các rạn san hô và mỏm đá ngầm ở độ sâu đến ít nhất là 50 m; cá con thường được nhìn thấy ở các hồ thủy triều.

## Mô tả
P. zonipectus có chiều dài cơ thể tối đa được biết đến là 46 cm. P. zonipectus có màu xám ở vùng thân giữa. Thân sau, vây lưng và vây hậu môn lân cận có màu hơi sẫm đen. Một dải màu vàng ở ngay sau má, phía sau là dải vàng thứ hai hẹp hơn nằm giữa hai dải màu đen khác. Vảy trên thân có các chấm đen. Vây lưng và vây hậu môn có viền màu xanh óng. Vây đuôi có màu vàng nhạt. Cá con có màu xanh lam thẫm, gần như đen với các dải sọc cong hình bán nguyệt màu vàng kim và xanh óng.
Số gai vây lưng: 11; Số tia vây ở vây lưng: 24–25; Số gai vây hậu môn: 3; Số tia vây ở vây hậu môn: 20–22; Số tia vây ở vây ngực: 19–20.

## Sinh thái

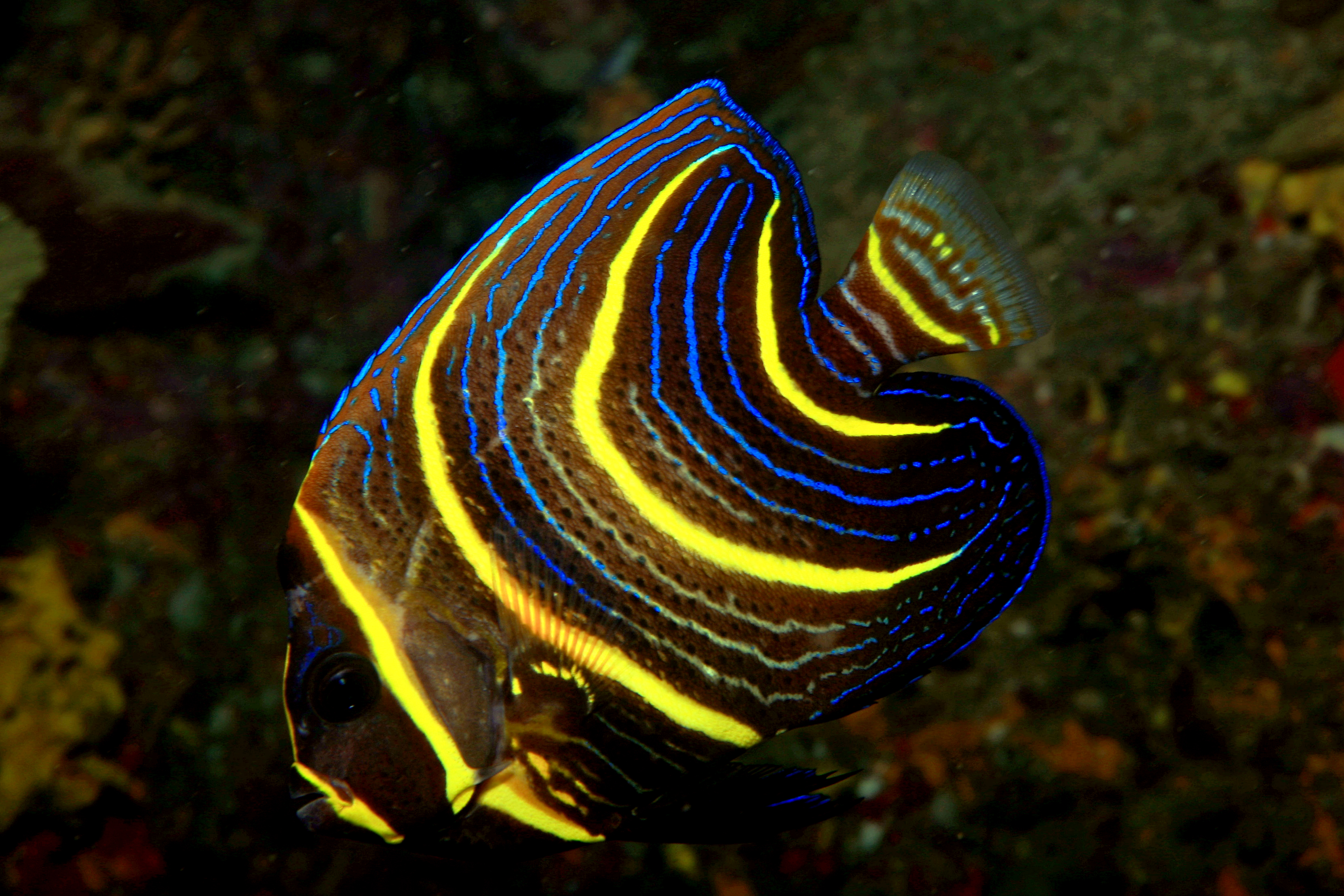
Cá con

Thức ăn chủ yếu của P. zonipectus là hải miên (bọt biển), nhưng cũng bổ sung hải tiêu, tảo và một số loài thủy sinh không xương sống khác. Cá con còn ăn những giáp xác ký sinh mà chúng làm vệ sinh cho những loài cá khác.
Cá trưởng thành thường sống theo cặp, nhưng cũng có khi hợp thành một nhóm nhỏ, trong khi cá con có xu hướng sống đơn độc. Thời điểm sinh sản diễn ra từ giữa mùa hè đến đầu mùa thu; cá con xuất hiện nhiều nhất từ khoảng tháng 8 đến tháng 11.
P. zonipectus là một loài được đánh bắt và xuất khẩu trong ngành buôn bán cá cảnh.